# Antologia filmowa

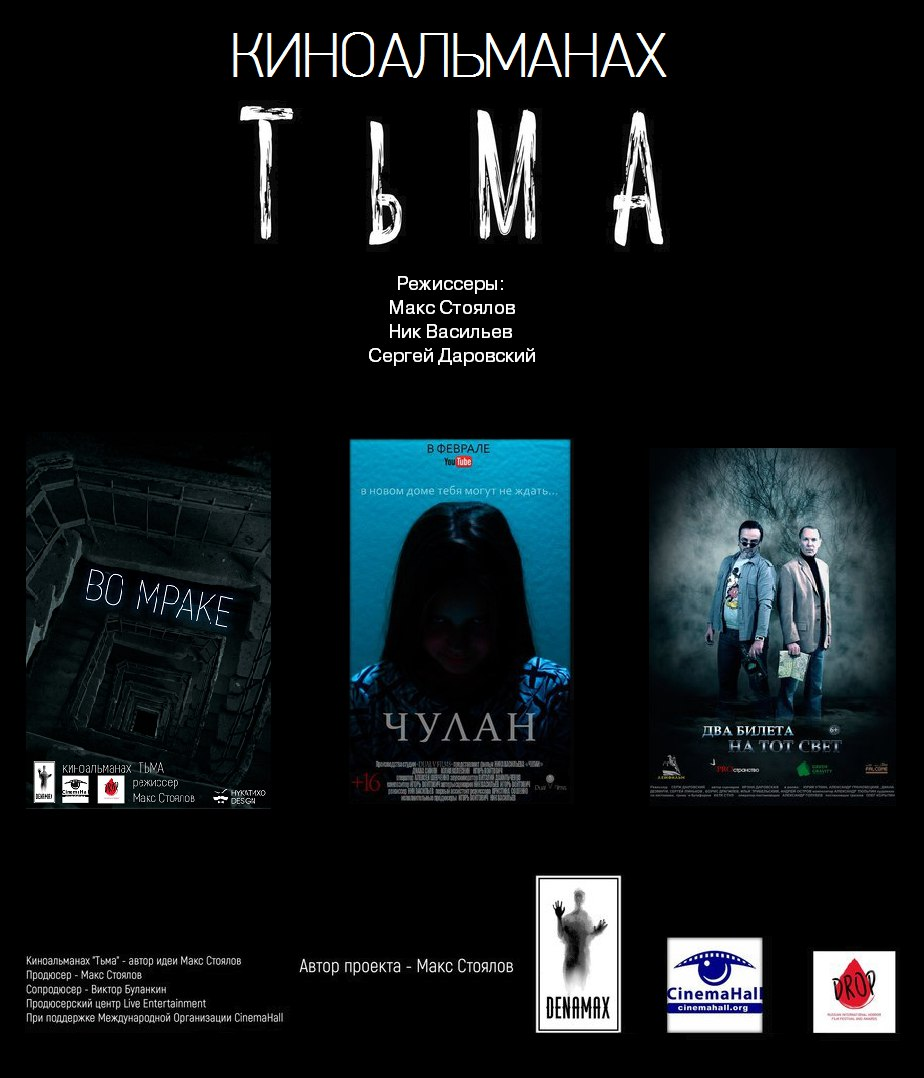

Antologia filmowa – fragmenty kilku różnych filmów dobrane według jednego klucza (np. tematu, motywu fabularnego, gatunku, występującego aktora czy wytwórni, która je wyprodukowała) i połączone w jeden film fabularny.
Antologią filmową są produkcje To jest rozrywka i To jest rozrywka cz. II (poświęcone musicalom firmy MGM), Parada Paramountu (zawierający występy gwiazd wytwórni Paramount), Jak cudne są wspomnienia (poświęcony polskim filmom międzywojennym) oraz Celuloidowy schowek (poświęcony historii homoseksualizmu w kinie hollywoodzkim).
W dziedzinie seriali telewizyjnych analogicznym pojęciem jest serial antologiczny.